# Senat der Nördlichen Marianen

Siegel der Legislative

Der Senat der Nördlichen Marianen-Inseln ist das Oberhaus und bildet mit dem Repräsentantenhaus der Nördlichen Marianen die Northern Mariana Islands Commonwealth Legislature, die Legislative des Commonwealth der Nördlichen Marianen-Inseln. Der Senat besteht aus neun Mitgliedern, die drei Senatsdistrikte vertreten (Rota, Tinian & Aguijan und Saipan & die Nördlichen Inseln).
In der gegenwärtigen 24. Wahlperiode gehören vier Senatoren zur Republikanischen Partei und zwei zur Demokratischen Partei; drei Mitglieder des Senats sind Unabhängige. Präsident ist Dennis Mendiola von der Republikanischen Partei, sein Stellvertreter ist Karl King-Nabors, ebenfalls von der Republikanischen Partei.
Bei der letzten Wahl am 5. November 2024 wurden drei Senatssitze neu bestimmt. Im Wahlbezirk 1 setzte sich der Unabhängige Ronnie Calvo gegen den bisherigen Amtsinhaber Paul Manglona durch, während im Bezirk 2 Senator Karl King-Nabors von der Republikanischen Partei ohne Gegenkandidaten wiedergewählt wurde. Im Wahlbezirk 3 gewann der Demokrat Manny Castro den Senatssitz von der nunmehr als Unabhängige angetretenen bisherigen Präsidentin Edith Deleon Guerrero. Die Mehrheitsverhältnisse im Senat blieben damit unverändert. Der neue Senat trat am 13. Januar 2025 zusammen. Die nächste Wahl findet am 3. November 2026 statt.

## Liste der Mitglieder des Senats der 24. Wahlperiode (2025/26)
| District | Name                  | Partei                 |
| -------- | --------------------- | ---------------------- |
| 1 Rota   | Donald Manglona       | Unabhängig             |
| 1 Rota   | Ronnie Calvo (N)      | Unabhängig             |
| 1 Rota   | Dennis Mediola (P)    | Republikanische Partei |
| 2 Tinian | Karl King-Nabors (VP) | Republikanische Partei |
| 2 Tinian | Francisco Cruz        | Republikanische Partei |
| 2 Tinian | Jude Hofschneider     | Republikanische Partei |
| 3 Saipan | Manny Castro (N)      | Demokratische Partei   |
| 3 Saipan | Corina Magofna        | Unabhängig             |
| 3 Saipan | Celina Babauta        | Demokratische Partei   |

## Liste der Mitglieder des Senats der 23. Wahlperiode (2023/24)
| District | Name                 | Partei                 |
| -------- | -------------------- | ---------------------- |
| 1 Rota   | Donald Manglona (VP) | Unabhängig             |
| 1 Rota   | Paul Manglona        | Unabhängig             |
| 1 Rota   | Dennis Mediola       | Republikanische Partei |
| 2 Tinian | Karl King-Nabors     | Republikanische Partei |
| 2 Tinian | Francisco Cruz       | Republikanische Partei |
| 2 Tinian | Jude Hofschneider    | Republikanische Partei |
| 3 Saipan | Edith Guerrero (P)   | Demokratische Partei   |
| 3 Saipan | Corina Magofna       | Unabhängig             |
| 3 Saipan | Celina Babauta       | Demokratische Partei   |